# Promozione Liguria 1974-1975
Nella stagione 1974-1975 la Promozione era il quinto livello del calcio italiano (il massimo livello regionale). Qui vi sono le statistiche relative al campionato in Liguria.
Il campionato è strutturato in vari gironi all'italiana su base regionale, gestiti dai Comitati Regionali di competenza. Promozioni alla categoria superiore e retrocessioni in quella inferiore non erano sempre omogenee; erano quantificate all'inizio del campionato dal Comitato Regionale secondo le direttive stabilite dalla Lega Nazionale Dilettanti, ma flessibili, in relazione al numero delle società retrocesse dal Campionato Interregionale e perciò, a seconda delle varie situazioni regionali, la fine del campionato poteva avere degli spareggi sia di promozione che di retrocessione.

## Squadre partecipanti
| Squadra                   | Città            |
| ------------------------- | ---------------- |
| U.S. Albenga              | Albenga (SV)     |
| U.S. Arenzano             | Arenzano (GE)    |
| S.S. Argentina Arma       | Taggia (IM)      |
| A.C. Lerici               | Lerici (SP)      |
| G.S. Gruppo "C"           | Genova (GE)      |
| G.S. Little Club G. Itala | Genova (GE)      |
| U.S. Loanesi              | Loano (SV)       |
| G.S. Navalcavi            | Arenzano (GE)    |
| A.S. Ovadamobili          | Ovada (AL)       |
| U.S. Pontedecimo          | Pontedecimo (GE) |
| A.C. Rapallo Ruentes      | Rapallo (GE)     |
| U.S. Sanremese            | Sanremo (IM)     |
| U.S. Sant'Agostino        | Sant'Olcese (GE) |
| F.C. Vado                 | Vado Ligure (SV) |
| F.B.C. Varazze            | Varazze (SV)     |
| U.S. Ventimigliese        | Ventimiglia (IM) |

## Classifica finale
|  | Pos. | Squadra             | Pt  | G   | V   | N   | P   | GF  | GS  | DR  |
|  | ---- | ------------------- | --- | --- | --- | --- | --- | --- | --- | --- |
|  | 1.   | Sanremese           | 47  | 30  | 21  | 5   | 4   | 55  | 14  | +41 |
|  | 2.   | Gruppo "C"          | 38  | 30  | 14  | 10  | 6   | 38  | 23  | +15 |
|  | 3.   | Varazze             | 36  | 30  | 13  | 10  | 7   | 35  | 27  | +8  |
|  | 4.   | Pontedecimo         | 35  | 30  | 12  | 11  | 7   | 30  | 21  | +9  |
|  | 5.   | Ovadamobili         | 30  | 30  | 12  | 6   | 12  | 41  | 32  | +9  |
|  | 5.   | Lerici              | 30  | 30  | 8   | 14  | 8   | 27  | 24  | +3  |
|  | 5.   | Navalcavi           | 30  | 30  | 9   | 12  | 9   | 34  | 33  | +1  |
|  | 5.   | Vado                | 30  | 30  | 9   | 12  | 9   | 25  | 34  | -9  |
|  | 9.   | Albenga             | 29  | 30  | 9   | 11  | 10  | 34  | 32  | +2  |
|  | 9.   | Ventimigliese       | 29  | 30  | 9   | 11  | 10  | 24  | 29  | -5  |
|  | 9.   | Arenzano            | 29  | 30  | 10  | 9   | 11  | 26  | 39  | -13 |
|  | 12.  | Loanesi             | 28  | 30  | 9   | 10  | 11  | 23  | 24  | -1  |
|  | 12.  | Argentina           | 28  | 30  | 6   | 16  | 8   | 20  | 24  | -4  |
|  | 14.  | Little Club G.Itala | 27  | 30  | 10  | 7   | 13  | 31  | 37  | -6  |
|  | 15.  | Sant'Agostino       | 18  | 30  | 5   | 8   | 17  | 17  | 32  | -15 |
|  | 16.  | Rapallo             | 16  | 30  | 5   | 6   | 19  | 17  | 52  | -35 |
|  |      |                     | 480 | 480 | 161 | 158 | 161 | 477 | 477 | 0   |